# Markus Schroer
Markus Schroer (* 20. Juni 1964 in Fröndenberg) ist ein deutscher Soziologe. Er ist Professor für Allgemeine Soziologie an der Philipps-Universität Marburg.

## Wissenschaftlicher Werdegang
Markus Schroer studierte an der Westfälischen Wilhelms-Universität Münster Deutsche Philologie, Sozialwissenschaften und Geschichte. 1998 erfolgte die Promotion zum Thema „Das Individuum der Gesellschaft. Synchrone und diachrone Theorieperspektiven“. Diese Arbeit wurde im Jahr 2000 mit dem Dissertationspreis der Deutschen Gesellschaft für Soziologie (DGS) ausgezeichnet.  Von 1998 bis 2004 war er Wissenschaftlicher Assistent am Institut für Soziologie der Ludwig-Maximilians-Universität München. Von 2000 bis 2004 arbeitete Markus Schroer als Redakteur bei der Fachzeitschrift „Soziale Welt“.
Mit der Schrift „Räume, Orte, Grenzen. Auf dem Weg zu einer Soziologie des Raums“ wurde er 2004 an der TU Darmstadt habilitiert. Er erhielt ein Heisenbergstipendium der DFG (2005–2009) und vertrat zwischenzeitlich Professuren für Allgemeine Soziologie in Erfurt und Marburg, außerdem lehrte er als Gastprofessor an den Universitäten Wien und Basel. 2009 folgte er einem Ruf an die Universität Kassel auf die Professur für Soziologische Theorie und Philosophie der Sozialwissenschaften.
Seit 2010 ist Markus Schroer Professor für Allgemeine Soziologie an der Philipps-Universität Marburg.
Seine Schwerpunkte in Lehre und Forschung: Soziologische Theorien, Geschichte der Soziologie, Kultursoziologie, Poststrukturalismus und Postmoderne, Raumsoziologie, Filmsoziologie, Soziologie der Grenzen, Soziologie der Aufmerksamkeit.

## Publikationen (Auswahl)
- Geosoziologie. Die Erde als Raum des Lebens. Berlin: Suhrkamp 2022. ISBN 978-3-518-29924-1.
- Räume der Gesellschaft. Soziologische Studien. Wiesbaden: Springer VS 2019. (13. September 2018) ISBN 978-3-658-21963-5.
- Soziologische Theorien. Von den Klassikern bis zur Gegenwart. Paderborn: Fink 2017. ISBN 978-3-8252-8695-8.
- Diven, Hacker, Spekulanten. Sozialfiguren der Gegenwart. Hrsg. mit Stephan Moebius, Berlin:  Suhrkamp 2010 (2. Aufl. 2011). ISBN 978-3-518-12573-1
- Spezielle Soziologien. Hrsg. mit Georg Kneer, Wiesbaden: VS – Verlag für Sozialwissenschaften 2010. ISBN 3-531-15313-7
- Handbuch Soziologische Theorien. Hrsg. mit Georg Kneer, Wiesbaden: VS – Verlag für Sozialwissenschaften 2009. ISBN 978-3-531-15231-8
- Handbuch Soziologie. Hrsg. mit Nina Baur, Hermann Korte und Martina Löw, Wiesbaden: VS – Verlag für Sozialwissenschaften 2008.
- Gesellschaft im Film. (Hrsg.) Konstanz: UVK 2008.
- Bruno Latours Kollektive. Kontroversen zur Entgrenzung des Sozialen. Hrsg. mit Georg Kneer und Erhard Schüttpelz, Frankfurt/M.: Suhrkamp 2008. ISBN 3-518-29462-8
- Räume, Orte, Grenzen. Auf dem Weg zu einer Soziologie des Raums. Frankfurt/M.: Suhrkamp 2006 (2007 in 2. Aufl.). ISBN 3-518-29361-3
- Soziologie des Körpers. (Hrsg.) Frankfurt/M.: Suhrkamp 2005. ISBN 3-518-29340-0
- Das Individuum der Gesellschaft. Synchrone und diachrone Theorieperspektiven. Frankfurt/M.: Suhrkamp 2001 (2007 in 2. Aufl.). ISBN 3-518-29109-2